# ズサ
- 機動戦士ガンダムΖΖ > ネオ・ジオンの機動兵器 > ズサ
- ∀ガンダム > ∀ガンダムの登場兵器 > ズサ

ズサ (ZSSA) は、「ガンダムシリーズ」に登場する架空の兵器。有人操縦式の人型機動兵器「モビルスーツ (MS)」のひとつ。初出は、1986年 - 1987年に放送されたテレビアニメ『機動戦士ガンダムΖΖ』。
作中の軍事勢力のひとつであるネオ・ジオン軍の機体。比較的小型の機体で、オプションの背部ブースターや、両肩および全身のミサイル・ポッドが特徴。劇中序盤でマシュマー・セロが試作機に搭乗するほか、中盤以降には量産型も登場する。
本項では、外伝作品に登場するバリエーション機や、テレビアニメ『∀ガンダム』に登場するズサンについても解説する。

## デザイン
ラフデザインは出渕裕。クリーンアップは藤田一己であると本人がインタビューで発言しているが、それ以前には明貴美加とされていた。また、当初の名称は「ゾノス」であった。

## 設定解説
近接戦闘用のガルスJとの共同作戦を想定し、陸戦での後方支援用に開発されるが、宇宙では突撃艇のような性質をもつ機体として運用されている。大型化が著しい宇宙世紀0090年前後のMSの中では頭頂高15メートルと小型だが、着脱式の大型ブースター・ユニット「ズサブースター」を背面に装着する設計により、高い火力と推力を付与できる。ズサ本体や背部ブースターのドラム・フレーム部には大量のミサイルが搭載される。ブースター・ポッド装着時は大気圏内での飛行が可能で、大量のミサイルを装備しており、高い機動性と火力を用いた強襲用や爆撃機としても運用される。ブースターを排除することで近接戦闘にも対応できるうえ、マニピュレーター先端は鉤爪状になっており、ルナ・チタニウム合金製の装甲をも引き裂く。
高機動性と攻撃性を兼ね備えた機体であり、その戦闘力を高く評価されてガルスJとともに量産化に至っている。

### 武装
ミサイル・ポッド
胸部・大腿・脛の左右に小型通常弾のAMS-02Sを計38発、両前腕の3連装ポッドに近接信管式のAMS-05Sを計6発、ブースター左右の7連装ポッドに大型のAMS-02Hを計14発、同じくブースター左右の4連装ポッドにやや小型のAMS-03Hを計8発、総計66発を装備。
両肩のミサイル・ポッドは通常はブースター側に接続されているが、ブースター側の基部を切り離してMS本体にこのポッドのみを装着することも可能となっている。
拡散ビーム砲
腰部中央に内蔵。出力7.64MW。
ビーム・サーベル
脛部のミサイル・ポッド蓋側に2基ずつ、計4基を装備。出力0.62MW。
30ミリバルカン砲
首元に計2基内蔵されたけん制・対人用火器。装弾数は800発。
ビーム・ライフル
グレミー軍所属機が、バウと共通のライフルを装備。
ビーム・マシンガン、ショットガン、シールド
アニメ版『機動戦士ガンダムUC』で「袖付き」仕様機が装備。マシンガンとシールドはギラ・ドーガ、ショットガンはケンプファーからの流用品。

### 劇中での活躍
『機動戦士ガンダムΖΖ』第5話では、サイド1のスペースコロニー「シャングリラ」にてマシュマー・セロの搭乗するイエローを基調とした機体が配備されている。ブースター・ポッドの整備が不十分だったため右肩のみにミサイル・ポッドを装着して出撃し、アーガマのもとでファ・ユイリィの搭乗するメタスやアストナージ・メドッソの搭乗するΖガンダムを圧倒するが、アストナージに代わってジュドー・アーシタの搭乗したΖガンダムによって右脚を切断され、撤退する。第22話以降は量産型が複数登場する。第46話では、グレミー・トト率いる反乱軍の統一カラーであるグレーに塗装された1機が、アクシズ内にてフルアーマーΖΖガンダムに撃破される。
アニメ版『機動戦士ガンダムUC』の最終決戦では、グリーンを基調とし、両手首に「袖付き」所属の装飾を施され、ギラ・ドーガのシールドを装備した3機が登場。右肩にミサイル・ポッドを装備し、ケンプファーのショットガンを携行した1機がネェル・アーガマに取り付き、同じく取り付いたシュツルム・ガルスを支援するが、コンロイ・ハーゲンセンのジェガンが投げたファイア・ナッツの炎に焼かれ、離脱する。ほかの2機はギラ・ドーガのビーム・マシンガンを携行し、ブースター装備でフルアーマー・ユニコーンガンダムと交戦するが、1機は左腕と両脚を破壊され、もう1機は味方であるローゼン・ズールの攻撃に巻き込まれて撃破される。小説版では、テニスン艦隊に配備されている。
スマートフォンゲームアプリ『機動戦士ガンダム U.C. ENGAGE』のイベント「0088 ペッシェ・モンターニュ〜声なき声のささやきをI〜」では、ラカン・ダカラン率いる中隊に6機が配備されており、そのうち1機にペッシェ中尉が搭乗し、地球近傍の宙域でネモやジムIIIの部隊と交戦する。
漫画『機動戦士ガンダムF90 ファステストフォーミュラ』では、宇宙世紀0115年にサイド4コロニー「インゼル」を不法占拠する宙賊が運用する機体が少なくとも2機登場するが、特殊部隊「ファステストフォーミュラ」との交戦で全滅する。

### ズサブースター
ズサが背部に装着する。名称は雑誌・ウェブ企画『A.O.Z Re-Boot』のズサブースター・マリンタイプの解説により、「（可変式）ブースター・ポッド」「飛行用ブースター」「飛行用パーツ」などとも呼ばれる。
大気圏内用で、宇宙用には別のブースターを装備するともいわれるが、劇中ではいずれの状況でも同型のブースターの装備が確認されている。基本的には無人で運用するが、リニアシート型コックピットを備えており、有人による単独操縦も可能。本機の専用設計ではあるものの、ほかのMSによるサブフライトシステム的な運用も想定されている。また、宇宙では燃料タンクの一部を爆弾として、対艦用の特攻兵器としての運用も可能となっている。
劇中での活躍
アニメ『機動戦士ガンダムUC』では、自力での航行能力がないシュツルム・ガルスが装備して盾にしつつ突撃し、ネェル・アーガマに取り付くことに成功する。
漫画『機動戦士ガンダムUC 『袖付き』の機付長は詩詠う』では、戦闘空域外に突き飛ばされて帰還不能となった上記のシュツルム・ガルスを救出するため、同機の機付長であるジューリが搭乗する。

#### ズサブースター・マリンタイプ
漫画『A.O.Z Re-Boot ガンダム・インレ-くろうさぎのみた夢-』に登場。
火星のジオン残党組織「ジオンマーズ」が、対立するジオン残党組織「レジオン」の飛行禁止令によって運用不能になったズサブースターを水中戦用に改造したもの。推進器や整流カバーが水中仕様に改造され、バラストタンクやモノアイ・タイプの機首センサーが増設されている。武装はドラムフレームに接続した3連装の魚雷ポッド2基とビーム・ショットライフルなど。
ジオンマーズと同盟を結んだティターンズ残党のアーリー・ヘイズルに装着され、「輝ける星作戦」に際してレジオンがガンダムTR-6［インレ］の建造を進める氷河地下秘密基地への攻撃に投入されている。連邦系MSとの互換性には当然問題があり、そのままでは動作しないが、BUNNyS（強化人間人格OS）を使用することで接続に成功している。アーリー・ヘイズル本体にも、コックピットの水密性を考慮してオッゴの外装を装着している。

## バリエーション

### ズサ・カスタム
漫画『ダブルフェイク アンダー・ザ・ガンダム』に登場。メカニックデザインは福地仁。名称は、漫画と並行して『エムジェイ』で連載されていた「MS90'S」では「アニー専用ズサ」、『ENTERTAINMENT BIBLE (EB)』シリーズや『MS大全集』シリーズでは「ズサ・カスタム」と「ズサ改」の2通りの表記が見られる。ゲーム『SDガンダム GGENERATION（Gジェネ）』シリーズ（『ZERO』『SDガンダム GGENERATION-F』）登場時には「ズサカスタム」と表記された。作中では単に「ズサ」と呼ばれる。
ズサの改修機で、新生ネオ・ジオンからテロ組織「カラード」に供与されたとも、カラードが入手したズサを改修したともいわれる。ミサイルの搭載量を減らし、その分ビーム兵器を増強している。そのため全備重量は原型機より大幅に軽減し、運動性や格闘戦性能も向上している。ブースターは攻撃型パックAK-90Sを装備、多連装ミサイル・ランチャー（装弾数12発、使用時に蓋が外れる）を2基装備するが、異なる仕様も存在する。
主兵装は銃身下部（速射式ビーム砲ともミサイルを発射するともいわれる）にヒート・ナイフを装備した専用銃ガン・スピアで、腕に直接マウントする。カラーリングは赤を基調とし、左胸のみピンクに塗られてパイロットの "Annie" の名が記されている。また作中では、左襟に "Kiss me Deadly" と記されているのが確認できる。
作中での活躍
カラードの構成員、アルヴェニシカ・キースト（アニー）が搭乗。宇宙世紀0090年7月15日、アジトとしていたサイド6コロニー「テキサス」がモノトーン・マウス社によって修理中であり、護衛にアラハスをはじめとする連邦軍艦が護衛に当たっていたため襲撃、その中で「ガンダム（Dガンダムファースト）」を発見したため出撃する。コロニーに致命傷を与え、Dガンダムを圧倒するが、目潰しと陽動により見失い撤退する。その後、カラードのリーダーであるエルデスコ・バイエから機体をディーマッドに預けるよう命じられるが、これを不服とするアニーは本機で脱走、サイド2コロニーに潜伏する。10月15日、仲間のコロニー襲撃に呼応して参戦するが、エルデスコのザクIII後期型をDガンダムセカンドが放った有線爆弾からかばって大破する。アニーは重傷を負うが一命を取り留め、アラハスに収容される。なお、作中ではガン・スピアは装備していない。
「Gジェネシリーズ」登場時の武装は、両肩のビーム砲が使用可能となっている。なお、ガン・スピアはガトリング砲のように実弾を連射する描写になっている。

### ズサ・ダイン
ZSSA-DINB
『ダブルフェイク アンダー・ザ・ガンダム』に登場（型式番号：AMX-013）。メカニックデザインは福地で、『ΖΖ』の番組企画段階に描かれたデザインがベースとなっている。作中の登場に先駆けて、並行して『エムジェイ』で連載されていた関連企画「MS90'S」でバストアップのカラーイラストが描かれた。福地によれば、ズサをドーガ系にまで近づけた機体とのこと。全身および背面の設定画、名称をはじめとする設定は『EB アクシズ戦争編』が初出。
ズサ系の設計グループが、格闘戦能力を強化した汎用MSとして開発した機体。両肩から上方に伸びるスパイク・アーマーの内部にはミサイル・ランチャー（ミサイル・ポッド）が内装されている。ミサイルはこれらのみに減らされており、代わりに通常兵装や運動性が強化されている。カラーリングはズサ・カスタムを踏襲して赤を基調とする。
劇中での活躍
アラハスから脱走して復員し、ネオ・ジオンのレウルーラに合流したアニーの乗機となり、12月15日にDガンダムサードと交戦する。ズサ・カスタムのガン・スピアを装備している。
『GジェネZERO』および『F』にも登場。武装はミサイル・ポッドのほか、背部ブースター先端のメガ・ビーム砲、胸部ビーム砲2門、両手のクロー。

### ズサ（RGTS仕様）
宇宙世紀0096年を舞台とするVR映画『機動戦士ガンダム：銀灰の幻影』に登場。型式番号は通常機と同じ。ネオ・ジオン残党所属のMSチーム「RGTS」が搭乗する機体で、3機すべてがチームカラーの赤色に塗装されている。また、その1機であるジョフ・アイディ機は、パイロットに合わせた装備類の再セッティングが行われている。

## ズサン
テレビアニメ『∀ガンダム』に登場。メカニックデザインは高倉武史。第46話の絵コンテチェックの段階で、登場メカが足りないという理由から急遽設定された。「3日くらいで仕上げられるメカは何かないか？」という中、「ただビームとミサイルを撃つだけではつまらない、ズサだったら何かできるんじゃないか」ということで選択され、さらにワイヤーやアームパンチといったアイデアを付加されて完成した。
ギンガナム艦隊が月面のマウンテンサイクルから発掘したMSで、同艦隊の月面残存部隊によって運用される。
ギンガナム艦隊における型式番号「G-M2F」のうち、 "G" はギンガナム艦隊、 "M" はMS、 "2" は2番目に発見されたこと、 "F" はファイターを意味するらしい。本来の型式番号は、コクピットのコンソールに表示された「AMX-102」あるいは「AMX-1002」である。その姿は、シャングリラでマシュマーが試験運用していた機体によく似ている。なお、頭頂高は設定上では15.0mで原型機と同程度だが、ズサのコンセプトを継承しつつダウンサイジングした機体とされている。コクピット内部はズサに準じた形状（第2世代MS以降の標準的な物）となっているが、カプルと異なり全天周囲モニターとして機能していた。また、原型機とは違って脚部が胴体胸部から直接生えており、いわゆる腰に当たる部位が存在していないなどの差異がある（ただし、原型機のようなフロントおよびリアアーマーは存在する）。動力源もカプルと同じく「MYジェネレーター」となっている。
遠距離ではミサイルによる砲戦、近距離ではアームパンチやアンカーワイヤーによる格闘戦能力を備えており、原型機と異なりオールラウンダーとして仕上がっている。しかし万能機であるがゆえにすべての性能が中途半端な感が否めない。本来はハイ・ローミックスの運用においてロー側を担当する機体であったことが推察される。
AIにより無人機としての運用が可能だが、行動に規則性があるために読まれやすく、コントロールを行う有人機が撃破されるとさらに行動が単純化するという欠点をもつ。
武装
7連ショルダー・ミサイル・ポッド／腕部3連ミサイル／大腿部6連ミサイル
遠距離砲戦用装備。ショルダーミサイルポッドは胴体肩部にジョイント接続され、全弾射出後はパージされる。
アーム・パンチ
両腕に装備されているガルスJのようなアーム・パンチ機構。使用時には伸縮と同時にナックルカバーが展開される。劇中ではシルバースモーのコックピットを吹き飛ばしている。
アンカーワイヤー
両脚に内装されている近接用打突兵器。名称はGジェネレーションシリーズによるもの。片側4基ずつ装備されており、先端はミサイルのような形状となっている。人工的に螺旋状の原子格子構造を与えられた特殊な伸縮性合金で作られている。劇中ではシルバースモーの脚部装甲を貫通するほどの威力を見せる。
劇中での活躍
第46話で、ギンガナム隊の月面残存部隊が地球への出発準備を進めるディアナ派を足止めをするべく使用する。初見では回避が困難なアンカーワイヤーを効果的に使い、ディアナ親衛隊のシルバースモー2機を撃破するが、ハリー・オードには通じず回避されたうえ、上記の欠点を見抜かれて撃破される。第49話では家畜を運搬するなど、地球降下後はもっぱら作業用に使用されていた。